# Guanchemumier

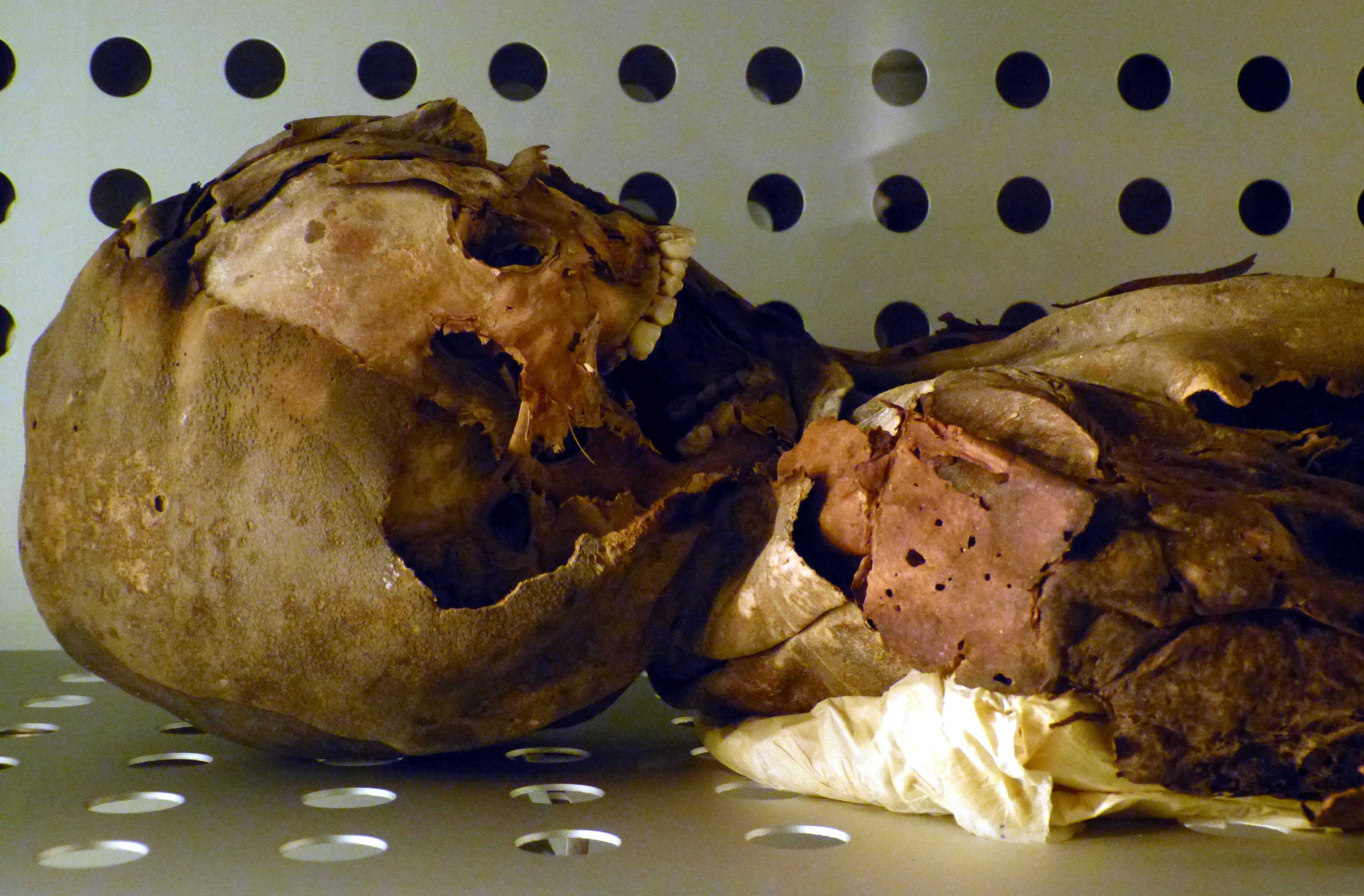
En guanchemumie, Museo de la Naturaleza y el Hombre, Teneriffa.

Guanchemumierna syftar på de mumier som guancherna, de infödda på Teneriffa (Kanarieöarna), har lämnat efter sig.
Guancherna balsamerade sina döda med getskinn och parfymerade dem med vegetabiliska oljor. Mumifiering fanns inte på alla öarna. De mest  välbevarade mumierna finns på Teneriffa. Aktuell forskning hävdar att mumifieringen var koncentrerad på Teneriffa, medan den på andra öar bevarades på grund av miljöfaktorer.
Museo de la Naturaleza y el Hombre i Santa Cruz de Tenerife uppvisar de flesta av dessa mumier.